# Ṉ
Ṉ (kleingeschrieben ṉ) ist ein Buchstabe des lateinischen Schriftsystems, bestehend aus einem unterstrichenen N. In Pitjantjatjara steht er für den stimmhaften retroflexen Nasal [⁠ɳ⁠] dar. In der Saanich-Orthografie von 1978 stellt das Ṉ den stimmhaften uvularen Nasal [⁠ɴ⁠] dar, der auch glottalisiert sein kann. Außerdem wird der Buchstabe zur Transliteration des tamilischen Buchstaben ன verwendet.

## Darstellung auf dem Computer
Unicode enthält das Ṉ an den Codepunkten U+1E48 (Großbuchstabe) und U+1E49 (Kleinbuchstabe).